# Католицизм в Мали
Католическая церковь Мали является частью всемирной Католической церкви. Численность католиков в Мали составляет около 235 тысяч человек (1,7 % от общей численности населения) по данным Католической энциклопедии; 227 тысяч человек (1,5 %) по данным сайта Catholic Hierarchy.

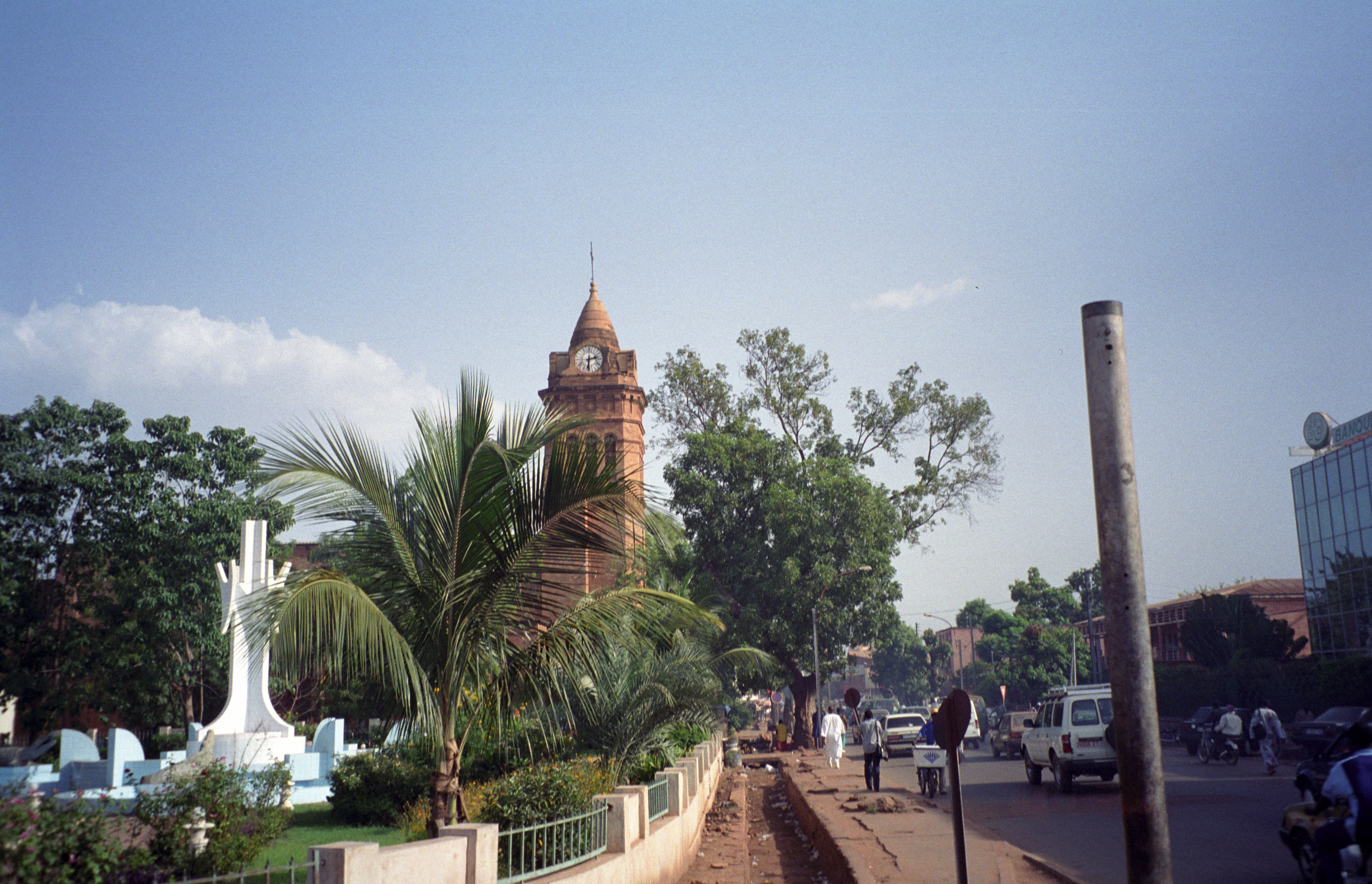
Собор Святого Сердца — кафедральный собор Бамако

## История
Католичество стало распространяться в Мали только с середины XIX века, по мере её превращения во французскую колонию. В 1868 году территория современного Мали вошла в состав апостольской префектуры Сахары и Судана, которую возглавлял кардинал Шарль Лавижери, основатель общества миссионеров Африки или белых отцов. К 1881 году миссионерские центры белых отцов в Мали были ликвидированы, им на смену пришли французские миссионеры из Сенегала. 20 ноября 1888 года в населённом пункте Кита был образован первый постоянный католический приход.
Первая мировая война приостановила миссионерскую деятельность в Мали, однако с 1921 года она возобновилась. 2 июля 1921 года был организован апостольский викариат Бамако, а с 1927 по 1947 ещё четыре подчиненные ему апостольские префектуры.
14 сентября 1955 года Римский папа Пий XII издал буллу Dum tantis, которой возвёл апостольский викариат Бамако в ранг архиепархии. В последующие 9 лет были образованы и все остальные епархии Мали, суффраганные по отношению к митрополии Бамако: Сегу (1962), Каес (1963), Сикасо (1963), Мопти (1964), Сан (1964). После реорганизации католических структур в Мали пастырская деятельность в стране была вверена обществу белых отцов, которые начинали миссию здесь в XIX веке.
В 1970 году образована Конференция католических епископов Мали. В 1973 году была основана апостольская делегатура в Бамако (апостольский делегат — специальный представитель Папы римского, не имеющий дипломатического статуса). 3 июня 1980 года её статус был повышен до нунциатуры, первым нунцием в Мали стал архиепископ Луиджи Доссена.
В 1990 году Мали посетил папа Иоанн Павел II. В 2017 году первым кардиналом в истории Мали стал Жан Зербо.
Мали преимущественно исламская страна, более 90 % её населения — мусульмане. Тем не менее, конституция 1992 года гарантирует свободу вероисповедания, католическое меньшинство не стеснено в исповедании своей веры. В стране служат 150 священников, действуют 42 прихода. Организационно приходы объединены в 6 епархий: архиепархия Бамако, епархия Каеса,епархия Мопти, епархия Сана, епархия Сегу и епархия Сикасо.